# خوسيه كونستانزا
خوسيه كونستانزا (بالإنجليزية: José Constanza)‏ هو لاعب كرة قاعدة دومينيكاوي، ولد في 1 سبتمبر 1983 في سانتو دومينغو في جمهورية الدومينيكان.

## وصلات خارجية
- خوسيه كونستانزا على موقع دوري كرة القاعدة الرئيسي (الإنجليزية)
- خوسيه كونستانزا على موقعبيزبول رفرنس.كوم (الدوري الرئيسي) (الإنجليزية)
- خوسيه كونستانزا على موقعبيزبول رفرنس.كوم (الدوري الثانوي) (الإنجليزية)
- خوسيه كونستانزا على موقع إي إس بي إن.كوم (أم.أل.بي) (الإنجليزية)
- خوسيه كونستانزا على موقع مشجعي الرسوم البيانية (الإنجليزية)